# Хофер, Штефан
Ште́фан Хо́фер (нем. Stefan Hofer) — швейцарский кёрлингист.
В составе мужской команды Швейцарии чемпион мира среди мужчин 1992 года. Трёхкратный чемпион Швейцарии среди мужчин.

## Достижения
- Чемпионат мира по кёрлингу среди мужчин: золото (1992), бронза (1994).
- Чемпионат Европы по кёрлингу: бронза (1993).
- Чемпионат Швейцарии по кёрлингу среди мужчин: золото (1991, 1992, 1994).

## Команды
| Сезон   | Четвёртый     | Третий                                 | Второй       | Первый       | Запасной           | Турниры                      |
| ------- | ------------- | -------------------------------------- | ------------ | ------------ | ------------------ | ---------------------------- |
| 1990—91 | Маркус Эгглер | Фредерик Жан                           | Штефан Хофер | Бьорн Шрёдер |                    | ЧШМ 1991 · ЧМ 1991 (5 место) |
| 1991—92 | Маркус Эгглер | Фредерик Жан                           | Штефан Хофер | Бьорн Шрёдер |                    | ЧШМ 1992 · ЧМ 1992           |
| 1993—94 | Маркус Эгглер | Доминик Андрес                         | Бьорн Шрёдер | Штефан Хофер | Андреас Шваллер    | ЧЕ 1993                      |
| 1993—94 | Маркус Эгглер | Фредерик Жан (ЧШМ) Доминик Андрес (ЧМ) | Штефан Хофер | Бьорн Шрёдер | Мартин Цюррер (ЧМ) | ЧШМ 1994 · ЧМ 1994           |
| 1994—95 | Маркус Эгглер | Доминик Андрес                         | Штефан Хофер | Бьорн Шрёдер |                    |                              |

(скипы выделены полужирным шрифтом)